# Boing Boing
Boing Boing (originalmente bOING bOING) é um website estabelecido inicialmente como zine  e depois transformado em blog colaborativo.
O zine foi criado  em 1988 por Mark Frauenfelder e Carla Sinclair, sua mulher. Em 1995, foi criado o site e, um ano depois, o conteúdo  passou a ser publicado apenas pela Internet.
Em agosto de 2007 o site foi remodelado.
Em 18 de janeiro de 2012, a Wikipédia anglófona entrou em "apagão" juntamente com outros sites, incluindo o Reddit (um site de agregação de conteúdos indicados por utilizadores) e o Boing Boing, para protestar contra a legislação antipirataria dos Estados Unidos (SOPA e  PIPA).